# Stefania Sempołowska

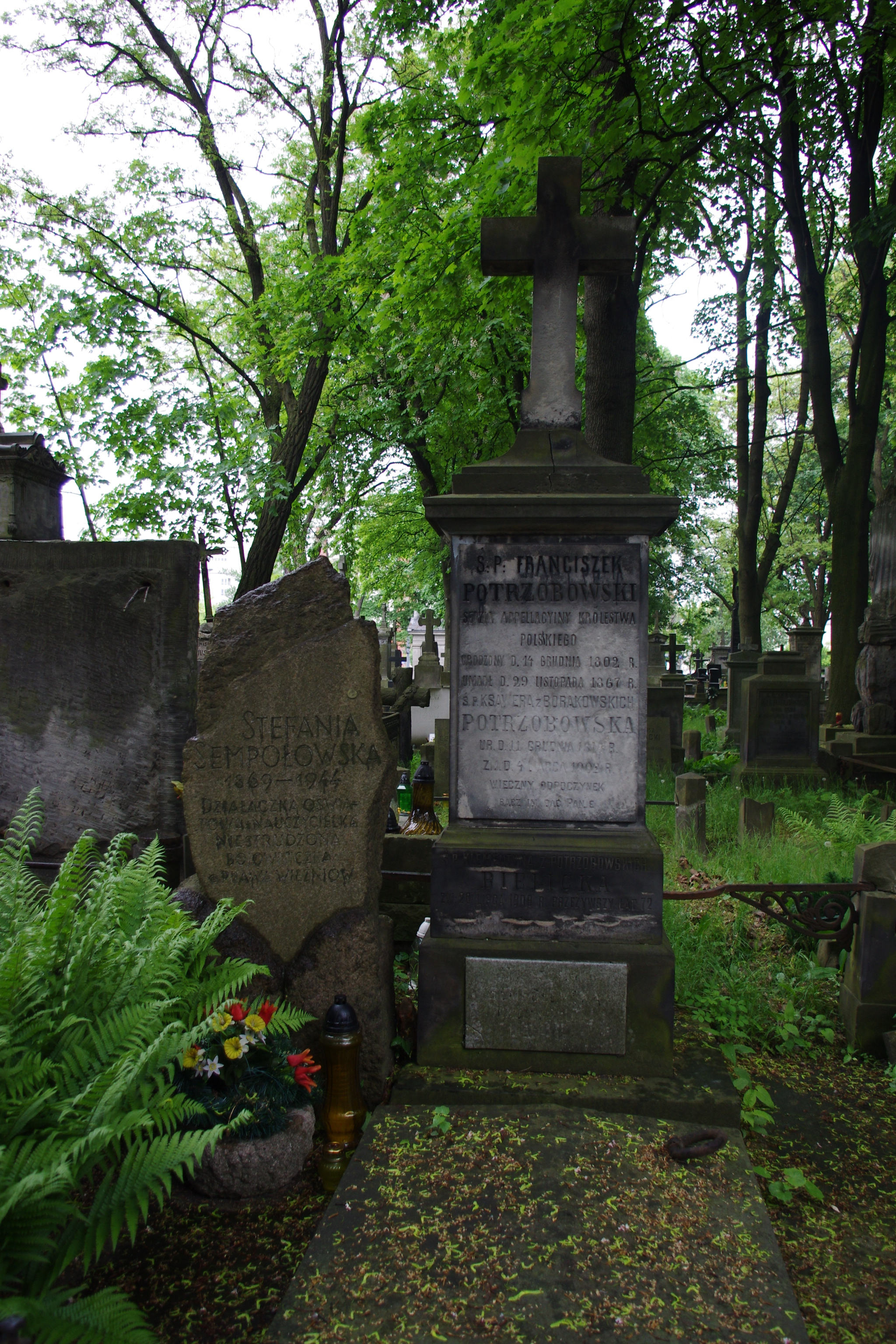
Grób działaczki oświatowej Stefanii Sempołowskiej na Starych Powązkach w Warszawie

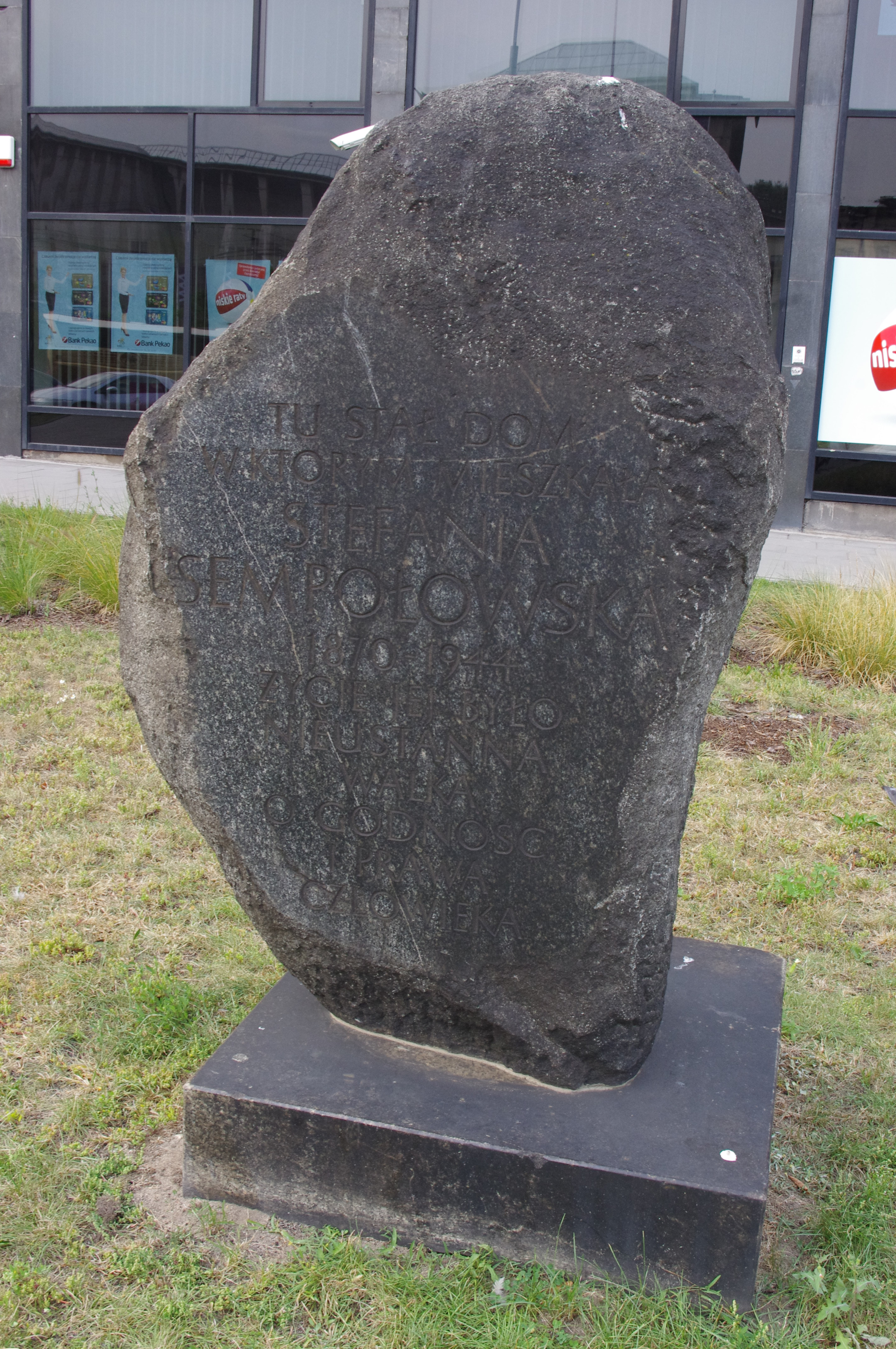
Kamień upamiętniający Stefanię Sempołowską w Al. Jerozolimskich w Warszawie

Stefania Sempołowska (ur. 2 października 1869 w Poloniszu, zm. 31 stycznia 1944 w Warszawie) – polska nauczycielka i działaczka oświatowa, bojowniczka o prawa dziecka, dziennikarka i pisarka.

## Życiorys
Po przedwczesnej śmierci ojca wychowywała się w majątku babki ze strony ojca, najprawdopodobniej w miejscowości Wyszki w powiecie jarocińskim. Na początku lat 80. XIX w. zamieszkała wraz z matką w Warszawie, gdzie była świadkiem pogromu ludności żydowskiej. To wydarzenie wykształciło w niej postawę sprzeciwu wobec szowinizmu i rasizmu.
W Warszawie Sempołowska uczęszczała do tajnej szkoły Jadwigi Teodozji Papi. Mając 17 lat, zdała egzamin na Patent nauczycielki przed rządową komisją w Warszawie. Zaczęła pracę w zawodzie, a także zajmowała się publicystyką oświatową, postulując pełny dostęp do oświaty wszystkich warstw społecznych. Naukę kontynuowała na Uniwersytecie Latającym, pełniącym w Królestwie Polskim rolę tajnej szkoły wyższej. Na przełomie XIX i XX w. uczestniczyła także w kursach Warszawskiego Towarzystwa Pszczelniczo–Ogrodniczego, m.in. wraz Jadwigą Jahołkowską i działaczem ludowym Teofilem Kurczakiem.
Była członkinią Towarzystwa Oświaty Demokratycznej Nowe Tory oraz współredaktorką czasopisma dla młodzieży Z bliska i z daleka, a później dwutygodnika dla dzieci i wychowawców W słońcu. Była drugą z kolei kierowniczką Uniwersytetu Latajacego. Zakładała Czytelnie Bezpłatne. Prowadziła tajne nauczanie dla ubogich uczniów. 
W czasie rewolucji 1905 roku zainicjowała zjazd delegatów kół nauczycielskich Królestwa Polskiego, który miał miejsce 1 października w Pilaszkowie, w szkole Stanisława Najmoły. Na zjeździe nauczyciele zadeklarowali solidarność z protestującym ludem oraz wbrew zakazowi zaborcy postanowili prowadzić nauczanie w szkołach ludowych w języku polskim. W trakcie rewolucji Sempołowska prowadziła także akcje pomocy więźniom politycznym. Razem ze swoim partnerem, adwokatem Stanisławem Patkiem, kierowała Kołem Obrońców Politycznych. Za swoją działalność była kilkakrotnie aresztowana, wydalona do Galicji, szykanowana przez władze carskie. W 1898 była więziona w X Pawilonie Cytadeli Warszawskiej. W latach 1908–1913 działaczka Towarzystwa Kultury Polskiej. Podczas I Wojny Światowej działała w Biurze Porad Prawnych dla Uchodźców.
Podczas konferencji pokojowej w Rydze po wojnie polsko - bolszewickiej brała udział w pracach komisji ustalającej listy wymienianych przez obie strony więźniów.
W okresie międzywojennym była autorką raportu „W więzieniach”, w którym stwierdzała, że „tortury zwyczajowo towarzyszą badaniom policji na Kresach, a nie są rzadkością i w centrum Kraju”. W okresie międzywojennym udzielała się również w Towarzystwie Opieki nad Więźniami „Patronat”. 
W czasie II wojny światowej ciężko chorą Sempołowską zaopiekowała się Aniela Steinsbergowa, wówczas członkini konspiracyjnej Polskiej Partii Socjalistycznej – Wolność, Równość, Niepodległość. Sempołowska na początku XX wieku była nauczycielką młodej Steinsbergowej. Mimo przeciwieństw losu, do śmierci pozostała wierna swoim ideałom.
Została pochowana w rodzinnym grobowcu na cmentarzu Powązkowskim w Warszawie (kwatera 180-6-7/8).

## Główne prace
- Żydzi w Polsce, Warszawa 1906.
- Niedola młodzieży w szkole galicyjskiej. Kraków 1906.
- Dla przyszłości. Czytania dla młodzieży i dla dorosłych], wraz z Julią Unszlicht-Bernsteinową. Warszawa 1907.
- Reforma szkolna 1862 roku, Organizacja Szkolnictwa Elementarnego, Warszawa 1915.
- Mazury Pruskie z mapką i rycinami, Warszawa 1920.
- Z tajemnic Ciemnogrodu (cz. I – 1924[14], cz. II – 1928[15])
- Podręcznik do nauki o Warszawie (1925)[16].
- Na ratunek (1934).
- Warszawa wczoraj i dziś (1938).

## Upamiętnienie
W grudniu 1961 roku przy Al. Jerozolimskich, w miejscu, w którym znajdował się dom przy ul. Smolnej, w którym mieszkała Stefania Sempołowska, odsłonięto kamień pamiątkowy. Szkoły, których jest patronką to, m.in.:
- Zespół Szkół Nr 1 w Puławach,
- XVI Liceum Ogólnokształcące w Warszawie,
- byłe LIII Gimnazjum Dwujęzyczne w Warszawie,
- II Liceum Ogólnokształcące w Prudniku,
- IV Liceum Ogólnokształcące w Lublinie,
- X Liceum Ogólnokształcące we Wrocławiu,
- I Liceum Ogólnokształcące w Tarnowskich Górach,
- Szkoła Podstawowa nr 13 w Pabianicach,
- Szkoła Podstawowa nr 9 w Lubinie,
- Szkoła Podstawowa w Szebniach (oddana do użytku w 1964)[18],
- Szkoła Podstawowa nr 2 w Tuszynie,
- Zespół Szkolno-Przedszkolny nr 4 w Więckach,
- Szkoła Podstawowa nr 42 w Szczecinie.